# EPoX

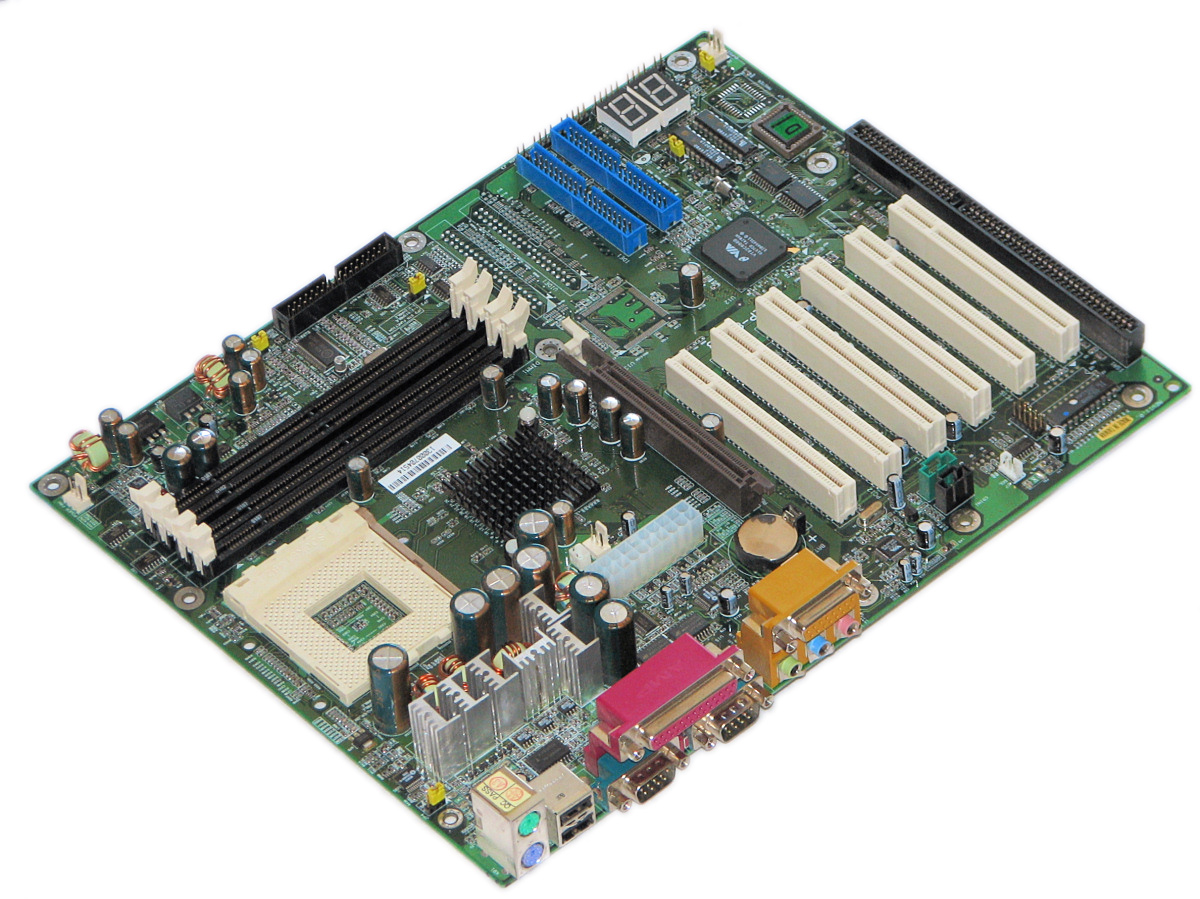
EPox Mainboard - VIA KT133A Chipsatz

EPoX (abgeleitet vom griechischen Begriff εποχή = „Epoche“) war ein taiwanischer Hersteller von Motherboards und ähnlicher Hardware sowie Kommunikationsgeräten (Bluetooth, Grafikkarten). Das Unternehmen wurde im Februar 1995 gegründet und umfasste zu ihrer besten Zeit ca. 200 Mitarbeiter; Aktien können über OTC gehandelt werden, Sitz des Unternehmens war Taipeh Taiwan. Die Mainboards dieses Herstellers haben den Ruf, gut übertaktbar zu sein.
Im Jahr 2002 gehörte EPoX mit erfolgreichen Boards wie dem EP-8K3A+ oder EP-8K5A3+ zu den drei größten Mainboardverkäufern in Europa. Die Mainboards von EPoX wurden in fast jedem Test als „Top-Produkt“ bezeichnet oder erhielten andere Auszeichnungen. Qualitativ minderwertige Kondensatoren und MOSFETs auf den Boards verursachten Mitte 2003 jedoch eine Häufung von Hardware-Ausfällen, was zu einer großen Anzahl von Reklamationen führte. EPoX reagierte auf diese Probleme erst sehr spät mit verbesserten Revisionen der betroffenen Produktlinien und verbaute wieder qualitativ hochwertigere Bauteile.
Auch wurde auf Mainboards, welche ab dem 3. November 2003 gekauft wurden, drei Jahre Garantie gewährt.
EPoX trug aufgrund dieser zeitweiligen Qualitätsprobleme einen sehr großen Imageschaden davon, von dem sich das Unternehmen nicht mehr ganz erholen konnte – trotz solider und sogar sehr guter Boards wie dem EP-9NPA+ SLI für Sockel 939, welches einerseits sehr gute Übertaktungseigenschaften bot, andererseits aber auch sehr schnell und stabil war. Charakteristisch für EPoX-Mainboards waren grüne oder schwarze Leiterplatten, die mit farbigen Erweiterungssteckplätzen ausgerüstet waren. EPoX bot als einziges Unternehmen ein SLI-fähiges Mainboard für Sockel 754 an.
Die ehemalige Elito EPoX GmbH hat ihren Endkunden- und Händler-Support in Deutschland 2005 eingestellt. Mit Einführung der RoHS-Richtlinie in Europa am 1. Juli 2006 hat sich EPoX aus dem europäischen Markt zurückgezogen, obwohl EPoX RoHS-konforme Boards in seinem Produktfolio hatte. EPoX führte 2006 eine neue Reihe von Mainboards ein, wobei die Produktlinie für Enthusiasten den Namen „Optimus“ erhielt. Das schwarz-rote Symbol sollte das „Element“ Feuer darstellen.
Anfang 2007 platzte ein Deal um einen Scheck von 300 000 US-$, was auf finanzielle Probleme seitens EPoX hindeutete. EPoX war auch nicht mehr auf der Cebit 2007 oder der ComputeX vertreten. Seit dem 26. Juni 2007 ist der Hauptgeschäftssitz für Europa in den Niederlanden aus finanziellen Gründen geschlossen. Seit April 2007 besteht das Nachfolgeunternehmen mit dem Namen SuPoX, welche von einem Teil der EPoX-Mitarbeiter – vornehmlich Ingenieure – gegründet wurde. Die Produktionsreihe wurde übernommen sowie zum Teil ergänzt, insbesondere durch Versionen, die um einige Features abgespeckt wurden.